# San Juan de Letrán (estación)
San Juan de Letrán es una de las estaciones que forman parte del Metro de la Ciudad de México, perteneciente a la Línea 8. Se ubica en el centro de la Ciudad de México, en la alcaldía Cuauhtémoc.

## Información general
El Eje Central Lázaro Cárdenas antes conocido como Avenida San Juan de Letrán le dio su nombre a la estación; a su vez toma el nombre de una de las cinco basílicas patriarcales de Roma, la Basílica de San Juan de Letrán, sede de la Diócesis de Roma la que se conoce como la principal iglesia de Roma y todo el mundo. Su símbolo es la silueta de la Torre Latinoamericana, uno de los edificios más emblemáticos de la Ciudad de México y situada a dos cuadras de la estación.

## Conectividad

### Salidas
- Nororiente: Eje Central Lázaro Cárdenas y Venustiano Carranza, colonia Centro.
- Suroriente: Eje Central Lázaro Cárdenas y República de Uruguay, colonia Centro.
- Norponiente: Eje Central Lázaro Cárdenas y Artículo 123, colonia Centro.
- Surponiente: Eje Central Lázaro Cárdenas y Victoria, colonia Centro.

### Conexiones
Existe conexión con la línea 1 del Trolebús.

## Afluencia
Es la estación con mayor número de usuarios en 2014 con un total de 9,586,923.
| Tipo de día   | Afluencia promedio |
| ------------- | ------------------ |
| Día festivo   | 15,330             |
| Día laboral   | 27,232             |
| Fin de semana | 24,917             |
| Anual         | 26,266             |

La siguiente tabla muestra la afluencia de la estación en los últimos 10 años:
| Afluencia Anual de Pasajeros | Afluencia Anual de Pasajeros | Afluencia Anual de Pasajeros | Afluencia Anual de Pasajeros | Afluencia Anual de Pasajeros | Afluencia Anual de Pasajeros |
| ---------------------------- | ---------------------------- | ---------------------------- | ---------------------------- | ---------------------------- | ---------------------------- |
| Año                          | Afluencia                    | A Diario                     | Ranking                      | Incremento                   | Ref.                         |
| 2023                         | 8,774,818                    | 24,040                       | 31°/195                      | +5.64%                       | [ 3 ]                        |
| 2022                         | 8,306,364                    | 22,757                       | 29°/175                      | +31.43%                      | [ 4 ]                        |
| 2021                         | 6,320,155                    | 17,315                       | 32°/195                      | +11.05%                      | [ 5 ]                        |
| 2020                         | 5,691,465                    | 15,550                       | 48°/195                      | -42.87%                      | [ 6 ]                        |
| 2019                         | 9,962,243                    | 27,293                       | 51°/195                      | -1.25%                       | [ 7 ]                        |
| 2018                         | 10,088,092                   | 27,638                       | 49/195                       | -4.55%                       | [ 8 ]                        |
| 2017                         | 10,569,327                   | 28,957                       | 45°/195                      | -6.36%                       | [ 9 ]                        |
| 2016                         | 11,286,742                   | 30,838                       | 42°/195                      | -0.67%                       | [ 10 ]                       |
| 2015                         | 11,362,912                   | 31,131                       | 43°/195                      | +5.57%                       | [ 11 ]                       |
| 2014                         | 10,763,293                   | 29,488                       | 45°/195                      | -5.46%                       | [ 12 ]                       |

## Sitios de interés
- Barrio de San Juan
- Iglesia de Nuestra Señora de Guadalupe
- Basílica de San José y Nuestra Señora del Sagrado Corazón
- Mercado de San Juan